# Hugo von Hofmannsthal
(Hugo von Hofmannsthal, Terzine sulla caducità, III)
Hugo von Hofmannsthal (Vienna, 1º febbraio 1874 – Vienna, 15 luglio 1929) è stato uno scrittore, poeta, drammaturgo e librettista austriaco.

## Biografia
Il nonno August Emil von Hofmannsthal, ebreo d'origini praghesi, ma residente a Vienna, era un industriale della seta, nobilitato (Edler, cioè nobile senza titolo) nel 1835. Per sposare a Milano Petronilla Ordioni (1815–1898), di Rho, nel 1839 si convertì al cattolicesimo. La coppia generò Hugo von Hofmannsthal (1841-1915), laureato in giurisprudenza e bancario, il quale nel 1873 sposò Anna Fohleutner, di buona famiglia notarile. Quando il loro unico figlio Hugo nacque, i privilegi di classe della famiglia erano ormai spariti, e i genitori del poeta vivevano modestamente, con il solo stipendio di funzionario di banca del padre.
Nel 1884, Hugo è un enfant prodige che legge molti classici in originale, dimostrando musicalità e disposizione alle lingue. Il padre, che ha visto la fortuna familiare decadere e non ha altri figli, pone grandi aspettative nel figlio, portandolo presto a teatro e in società. A 16 anni, Hofmannsthal già pubblica le prime poesie, sia pure sotto pseudonimo.
Man mano che si faceva conoscere, suscitava forti impressioni, tanto che Hermann Bahr (del gruppo dei "Jung Wien") e Stefan Zweig lo ritenevano un genio. Altri incontri dell'epoca comprendono Gustav Schwarzkopf e Stefan George nel famoso Caffè Griensteidl, frequentato dagli artisti "moderni" della città. Diplomato all'Akademisches Gymnasium, nel 1892, viaggiò in Francia meridionale. Al suo ritorno, si iscrisse alla facoltà di giurisprudenza che presto abbandonò optando, al ritorno dal servizio militare, per la facoltà di lettere, laureandosi con una tesi in filologia romanza nel 1897. Fu influenzato in questa scelta dall'amico barone Leopold von Andrian zu Werburg, con cui condivise passioni per l'operetta e la letteratura.
Questa volta il viaggio finale degli studi lo portò a Varese, in bicicletta.
Nel 1901 sposò la figlia di un banchiere ebreo tedesco convertitasi al cristianesimo: Gertrud "Gerty" Schlesinger, stabilendosi nel villaggio di Rodaun, non lontano da Vienna. Nello stesso anno nacque la figlia Christiane e l'anno dopo il figlio Franz (un terzo, Raimund, nascerà nel 1906).
Nel 1928 la figlia si sposò con Heinrich Zimmer. L'anno successivo, Il 13 luglio, il figlio Franz si suicidò e due giorni dopo, mentre si preparava ad accompagnarlo al cimitero, von Hofmannsthal venne colpito da emorragia cerebrale, morendo dopo poche ore d'agonia.

### Carriera
La carriera di von Hofmannsthal si sviluppò al volgere del XIX secolo nell'ambiente vivissimo della "Giovane Vienna". Giunto alla notorietà molto presto, altrettanto precocemente, in seguito a una profonda crisi creativa, si allontanò dalla poesia e dal lirismo delle prime opere per dedicarsi interamente al teatro. Il rischio che aveva intuito era quello di perdersi nell'estetismo fine a sé stesso.
La sua prima opera, Die Frau im Fenster, fu rappresentata nel 1897. Il 18 ottobre 1902 pubblicò la famosa lettera "Ein Brief" su «Der Tag»: espressione della sua crisi poetica.
Frequentava Auguste Rodin e Maurice Maeterlinck. Tra i sodali, c'erano anche Rudolf Borchardt e Max Reinhardt; conobbe anche Otto Brahm e André Gide; tuttavia l'incontro più importante avvenne con Richard Strauss, musicista con il quale collaborò per oltre vent'anni, dando origine a un dramma musicale in cui la parte librettistica assumeva un rilievo letterario di primo piano. Il primo frutto di questa collaborazione fu l'Elettra, di cui Hofmannsthal scrisse il libretto rielaborando la tragedia da lui stesso creata tra il luglio e il settembre del 1903.
L'opera Elettra andò in scena il 25 gennaio 1909. Altrettanto importanti furono almeno Il cavaliere della rosa ("prima": 26 gennaio 1911) e Ariadne auf Naxos ("prima": 25 ottobre 1912), che imposero la coppia nei migliori teatri del mondo. Nel 1913 i due artisti si recarono a Roma, ma la guerra interruppe la loro attività e Hofmannsthal venne richiamato come ufficiale di riserva in Istria e poi a Vienna, presso l'«Archivio di guerra», da cui venne spedito in missioni diplomatico-culturali in Polonia, Svizzera, Svezia e altri Stati.
Dopo la guerra continuò a viaggiare toccando Berna, Zurigo, Praga, Venezia, Salisburgo, Parigi, Berlino, Roma. Fondò la rivista «Neue Deutsche Beiträge» (1922-1927).  Altre sue opere furono Jedermann (durante il rilancio del Festival di Salisburgo, ma la rappresentazione offese Karl Kraus), Die Frau ohne Schatten (1919), Die ägyptische Helena (1928) e Arabella (uscita postuma nel 1933).
Anche le opere in prosa o teatrali non destinate immediatamente alla musica si moltiplicarono, e nel 1924 raccolse i sei volumi di Gesammelte Werke (altre raccolte complessive uscirono nel 1945-1959 in 15 volumi e dal 1975 in 38 volumi). L'epistolario con Strauss vide luce durante la vita del poeta (nel 1926). Il poeta era pieno di impegni (tra l'altro anche un volume di saggi che uscirà nel 1931 con il titolo Die Berührung der Sphären) pur non pubblicando tutto, anzi abbandonando e riprendendo più volte diversi testi, apparsi anche postumi.

### Idee
L'opera di Hofmannsthal è alquanto complessa, densa di simbolismo. Alcune sue creazioni, come la Torre o l'Andrea, furono assai sofferte, con continui rifacimenti e ripensamenti. L'opera della maturità, L'uomo difficile, descrive la crisi di un aristocratico, reduce dalla tremenda esperienza della prima guerra mondiale e del tramonto dell'Impero austro-ungarico, il quale vive "al di là delle parole" avendo perso qualsiasi fiducia nella possibilità di comunicare, di trasmettere il proprio pensiero agli altri. Egli giudica la sua solitudine indiscutibile.
L'apparente frivolezza della commedia che si conclude con l'aperta e quasi "indecente" dichiarazione della bella Hélène, che con la sua audacia lo costringe ad arrendersi al mondo esterno, non deve trarre in inganno. La commedia denota, come tutta l'opera, una profondità inconsueta, di forte influenza freudiana. Anche le opere saggistiche sono numerose e interessanti, così il carteggio con Richard Strauss che descrive impietosamente le difficoltà di rapporto fra due personalità creative e geniali.
Hofmannsthal fu sostenitore, nel dopoguerra, di uno sforzo culturale che desse all'Europa la possibilità di riappropriarsi della propria identità culturale integrata, uscita frantumata dal conflitto. In quest'ottica promosse il Festival di Salisburgo. Fu inoltre il primo a utilizzare il termine Konservative Revolution (Rivoluzione conservatrice) il 10 gennaio 1927 durante una conferenza a Monaco di Baviera il cui tema era "La letteratura come spazio spirituale della nazione", per indicare quel movimento culturale tedesco critico con il parlamentarismo di Weimar, e nostalgico dei valori tradizionali della Germania.

## Opere tradotte in italiano
- Gestern (1891), Ieri, traduzione di Roberta Ascarelli, Studio Tesi, Pordenone 1992).
- Der Tod des Tizian (1892), La morte di Tiziano, traduzione di Anita Limentani, Tip. Tiziano, Pieve di Cadore, 1934.
- Die Frau im Fenster (1899), La donna nel balcone, trad. di Leone Traverso, Fratelli Parenti editori, Firenze, 1939.
- Die Hochzeit der Sobaide, (1899), Le nozze di Sobeide, traduzione di Tommaso Landolfi, Vallecchi, Firenze 1959, ora Adelphi, Milano, 2015.
- Der Abenteurer und die Sängerin (1899), L'avventuriero e la cantante o I doni della vita, a cura di Enrico Groppali, SE, Milano 1987.
- Ein Brief (1902), Lettera di Lord Chandos, traduzione di Marga Vidusso Feriani, introduzione di Claudio Magris, Rizzoli, Milano, 1974; traduzione di Roberta Ascarelli, Studio Tesi, Pordenone 1992; traduzione di Giancarlo Lacchin, Mimesis, Milano 2007;  trad. di Nicoletta Giacon, BUR, Milano, 2011; Lettera di Lord Chandos e altri scritti, a cura di Marco Rispoli, Marsilio, Venezia, 2017 (contiene anche due scritti giovanili).
- Jedermann (1903), La leggenda di ognuno o La morte del ricco, traduzione di Luciano Budigna, Rosa e Ballo, Milano 1945; Ognuno: la morte del ricco, traduzione di Giuseppe Zamboni, Tea, Milano 1989.
- Elektra (1904), Elettra, traduzione di Gabriella Bemporad, Vallecchi, Firenze 1956; Garzanti, Milano 1981; a cura di Antonio Taglioni, Mondadori, Milano 1978;  a cura di Paola Gheri, trad. di Nicoletta Giacon, Marsilio, Venezia, 2012.
- Oedipus und die Sphynx (1906), Edipo e la Sfinge, tr. Guido Paduano, Rizzoli, Milano 1990 ISBN 88-17-16790-8; tr. Claudio Groff, introduzione di Elisabetta Potthoff, Mondadori, Milano 1990.
- Der Rosenkavalier (1910), Il cavaliere della rosa, traduzione di Tommaso Landolfi, Vallecchi, Firenze 1959; Rizzoli, Milano 1980; Adelphi, Milano, 2015 (contiene anche Le nozze di Sobeide); traduzione di Franco Serpa, Adelphi, Milano 1992.
- Andreas oder die Vereinigten (1913), Andrea o I ricongiunti,  traduzione di Gabriella Bemporad, Cederna, Milano, 1946; versione riveduta, Adelphi, Milano 1970-2019, ISBN 978-88-459-0064-8.
- Die Frau ohne Schatten (1919), La donna senz'ombra , traduzione di Mario Alighiero Manacorda, Guanda, Parma 1946 (riveduta 1976); traduzione di Gabriella Bemporad, Vallecchi, Firenze 1955; traduzione di Claudio Groff, a cura di Elisabetta Potthoff, SE, Milano 2008.
- Der Schwierige (1921), L'uomo difficile, a cura di Gabriella Bemporad, Adelphi, Milano 1976; a cura di Elena Raponi, Quodlibet, Macerata 2007; a cura di Silvia Borri, Rusconi Libri, Milano 2009, poi Barbera, Siena 2010.
- Buch der Freunde (1922), Il libro degli amici, traduzione di Gabriella Bemporad, Firenze, Vallecchi, 196]; poi Adelphi, Milano, I ed. 1980.
- Der Unbestechliche (1923), L'incorruttibile, a cura di G. Rovagnati, Editoria & Spettacolo, Spoleto, 2008; traduzione di Elena Raponi, Einaudi, Torino, 2010.
- Der Turm,   (1925), (La torre, traduzione di Silvia Bortoli Cappelletto, con un saggio di Massimo Cacciari, Adelphi, Milano 1978).
- (con Richard Strauss) Epistolario, a cura di Willi Schuh, edizione italiana a cura di Franco Serpa, Adelphi, Milano, 1993.
- Lettere a Rilke 1902-1925, a cura di Susanna Mati, Via del vento, Pistoia 2000 ISBN 88-87741-10-7.
- Le parole non sono di questo mondo. Lettere al guardiamarina E. K., 1892-1895, a cura di Marco Rispoli, Quodlibet, Macerata 2004.

Raccolte e saggi
- Piccoli drammi, tr. Ervino Pocar, Carabba, Lanciano 1922; Rusconi, Milano 1971(contiene Il ventaglio bianco, La donna alla finestra, La miniera di Falun).
- Liriche, trad. di Vincenzo Errante, Gnecco & C., Genova, 1936.
- Liriche e drammi, tr. Leone Traverso, presentazione di Carlo Bo, Sansoni, Firenze 1942; Le lettere, Firenze, 1988.
- Viaggi e saggi, a cura di Leone Traverso, Vallecchi, Firenze 1958.
- Canto di vita e altre poesie, tr. Elena Croce, Einaudi, Torino 1971.
- Narrazioni e poesie, a cura di Giorgio Zampa, «I Meridiani» Mondadori, Milano 1972.
- La mela d'oro e altri racconti, a cura di Gabriella Bemporad, Adelphi, Milano 1982.
- Saggi italiani, a cura di Lea Ritter Santini, traduzione di Marta Keller, Mondadori, Milano, 1983.
- L'Austria e l'Europa: saggi 1914-1928, Marietti, Casale Monferrato 1983.
- L'ignoto che appare: scritti 1891-1914, a cura di Gabriella Bemporad, tr. Gabriella Bemporad, Leone Traverso, Giorgio Zampa, Adelphi, Milano 1991.
- Hofmannsthal tradotto da Cristina Campo, a cura di A. Tesauro, Ripostes, Giffoni Valle Piana, 2001.
- La rivoluzione conservatrice europea, presentazione di Damir Barbaric, ed. it. a cura di Jan Bednarich e Renato Cristin, Marsilio, Venezia 2003.
- Le opere come spazio spirituale della nazione (1927), Morcelliana, Brescia, 2019.